# Upplands runinskrifter Fv1968;279A
Upplands runinskrifter Fv1968;279A är ett vikingatida runstensfragment av sandsten som hittades 1967 i kyrkoruinen "Flasta mur", Skoklosters socken och Håbo kommun. Fragmentet är 24 gånger 19 centimeter stort och 1,7 centimeter tjockt. Stenen finns på SHM. Ristningen är från mitten eller senare delen av 1000-talet.

## Inskriften
Translitterering av runraden:
... ...uþils : ...
Normalisering till runsvenska:
... [A]uðgisl ...
Översättning till nusvenska:
... Ödils ...